# Lihuelistata
Lihuelistata là một chi nhện trong họ Filistatidae.